# Крокет
Вижте пояснителната страница за други значения на Крокет.
Крокѐт (от френски: croquette) е парче храна като кайма, сирене или зеленчуци, оформени в цилиндрична или плоска кръгла форма, покрити с галета и изпържени дълбоко.

## Холандският крокет
В Холандия крокетът е дълбоко изпържена закуска, направена с месо. Тя е с твърда хрупкава обвивка, но е много мека отвътре. Приготвя се от месно рагу, което се изстудява, за да се сгъсти и да може да се оформи като крокет и да се покрие с панировката.
Всяка година в Холандия се продават 300 милиона крокети (около 18 на глава от населението), което ги прави втората по популярност закуска в страната. Този брой не включва крокетите, приготвени и консумирани в домашните кухни, които също вероятно са милиони. Популярността на крокета е надмината само от фрикаделата – колбас, подобен на кренвирш без обвивка, но с различен вкус, от който се продават 580 милиона годишно.
Производителите на крокети многократно са опитвали да популяризират и продават крокета в други страни, но са претърпявали неуспех дори в съседни страни като Белгия и Германия. Картофените крокети обаче са много популярни в някои части на Германия и в Белгия.

## Крокетите в други страни
Испания: Крокети, особено пилешки, са често срещано мезе.
Бразилия: Крокети, направени предимно от говеждо месо, се продават в Бразилия като немска храна.
Куба: Правят ги обикновено от шунка, свинско месо или пиле или от смес от трите.
Индия: Крокет от картофи, наречен алу-тики е много популярен в Северна Индия. Сервира се с яхния по домовете или от крайпътни търговци.
Японска кухня: Роднина на крокета, наречен короке (コロッケ) е много популярна пържена закуска. Всеки супермаркет или месарница ги продават. На много места има и специални короке магазини. Прави се главно от картофи с някои други съставки като зеленчуци, (например лук и моркови) и може би по-малко от 5% месо (например свинско или говеждо). Често се сервира с тонкацу (とんかつ) сос. Сервират се и крокети с цилиндрична форма, които често повече приличат на френските си предци – рецептата например е: скариди или краб или месо с бял сос (рагу), който се изстдуява, за да се сгъсти преди да се направят крокетите. Когато е сервиран горещ, вътрешността се разтапя, което го прави добре приет. Нарича се крем-крокет, за да се различи от картофената разновидност. Често се сервира без сос или с доматен сос. За разлика от холандския си братовчед, крокетите, направени главно от месо не се наричат короке в Япония. Те се наричат менчи кацу (めんち かつ), съкратено за котлети от кълцано месо.
Индонезия: Крокетът е една от най-популярните закуски в Индонезия, донесен по време на холандската колонизация.
Холандската фрикадела не трябва да се бърка с немското кюфте, наречено също „фрикадела“.